# PFK Beroe Stara Zagora
PFK Beroe Stara Zagora, bulharsky ПФК Берое Стара Загора, je bulharský fotbalový klub z města Stara Zagora, který byl založen v roce 1916. Svá domácí utkání hraje na stadionu Beroe s kapacitou 11 969 míst. Klubové barvy jsou zelená a bílá.
Jednou klub vyhrál bulharskou nejvyšší ligu (1986) a jednou bulharský fotbalový pohár (2010). V sezóně 1973/74 hrál čtvrtfinále Poháru vítězů pohárů.